# České Lhotice
České Lhotice è un comune della Repubblica Ceca facente parte del distretto di Chrudim, nella regione di Pardubice.